# Jotta
Jotta (Y) (ang. yotta) – przedrostek jednostki miary oznaczający mnożnik 1 000 000 000 000 000 000 000 000 = 1024 (kwadrylion).
W informatyce jotta- oznacza najczęściej 280 = 10248 = 1 208 925 819 614 629 174 706 176, np. 1YB (jottabajt) to 280 bajtów.
Średnica widzialnego wszechświata wynosi 880 jottametrów.